# JCUKEN
JCUKEN (ЙЦУКЕН, connu également sous le nom de YCUKEN, YTsUKEN et JTSUKEN) est un arrangement spécifique des caractères de l’alphabet cyrillique et de divers caractères typographiques sur les touches des machines à écrire et claviers d’ordinateur, adapté aux pays de langue russe, notamment en Russie et dans la plupart des anciennes républiques de l'ex-URSS. Il remplace le clavier JIUKEN (en) à la suite des réformes orthographiques russes de 1918.
En Mongolie, il est fait usage d'un clavier spécifique dérivant du JCUKEN, appelé « FCUZHEN » (ФЦУЖЭН), où les lettres spécifiques au russe sont remplacées par des lettres utilisées en mongol.